# 古今亭志ん陽
古今亭 志ん陽（ここんてい しんよう、1974年10月24日 - ）は、東京都北区出身の落語家。本名∶殖栗 不二雄。キャスターの田畑めぐみは妻。落語協会所属。出囃子は『越後獅子』。TCP Artistとは業務提携。

## 経歴
東京農業大学第一高等学校卒業。拓殖大学在学中、フリーマーケットで五代目古今亭志ん生のカセットテープを購入したのを機に、落語家を志すようになる。志ん生に入門することを考えるが、既に故人となっていたため、その弟子で長男の十代目金原亭馬生に入門しようと考えた。しかし、馬生もまた故人となっていたため、志ん生の弟子で馬生の弟である古今亭志ん朝への入門を考える。
1998年12月、三代目古今亭志ん朝に入門。翌年11月に前座となる、前座名は「朝松」。2001年10月に師匠の志ん朝が死去したことにより、兄弟子初代古今亭志ん五門下に移籍。
2003年5月に古今亭志ん公、桂才紫、三遊亭司と共に二ツ目昇進し、一門の由緒名「朝太」に改名。2010年9月、師匠志ん五死去により、志ん五の弟弟子六代目古今亭志ん橋門下に移籍。
2012年9月に古今亭文菊と共に抜擢で真打昇進。「志ん陽」に改名。

## 芸歴
- 1998年12月 - 三代目古今亭志ん朝に入門。
- 1999年11月 - 前座となる、前座名「朝松」。
- 2001年10月 - 師匠志ん朝死去により、兄弟子初代古今亭志ん五門下に移籍。
- 2003年5月 - 二ツ目昇進、「朝太」に改名。
- 2010年9月 - 師匠志ん五死去により、志ん五の弟弟子六代目古今亭志ん橋門下に移籍。
- 2012年9月 - 真打昇進、「志ん陽」に改名。

## 人物
浅草演芸ホール8月中席で毎年行われる住吉踊り連に所属している。
志ん陽、柳家小傳次、柳家燕弥、春風亭三朝の四人で「RAKUGOもんすたぁず」を組んでいる。
真打昇進の名前の候補に「古今亭志ん松」があったが志ん陽自身が断った。のちに「志ん松」の名前は同じ六代目志ん橋門下（生え抜き）のきょう介（現：七代目志ん橋）が二ツ目昇進時に名乗った。
志ん朝、初代志ん五と2人の師匠が死去している。六代目志ん橋門下に移籍した時に志ん橋も病に侵されたが回復。志ん橋曰く「俺も死んだら朝太の行くところが無くなると思い頑張った。」とのことであった。三番目の師匠となった志ん橋は、2023年10月に死去した。

## 弟子

### 二ツ目
- 古今亭陽々

## 出演

### ウェブテレビ
- ABEMA寄席（2020年5月2日、ABEMA）[3]

### 映画
- 二つ目物語（2022年、林家しん平監督、クロスロード）-　菊之家三馬 役